# Île Mocha
Pour les articles homonymes, voir Mocha.
L'île Mocha est une petite île côtière du Chili. Les eaux aux alentours sont réputées pour la pêche sportive.

## Géographie
L'île d'une superficie d'environ 48 km2, avec une petite chaîne de montagne centrale courant du nord au sud, abrite la réserve nationale Isla Mocha, qui couvre environ 45 % de la surface de l'île.

## Histoire

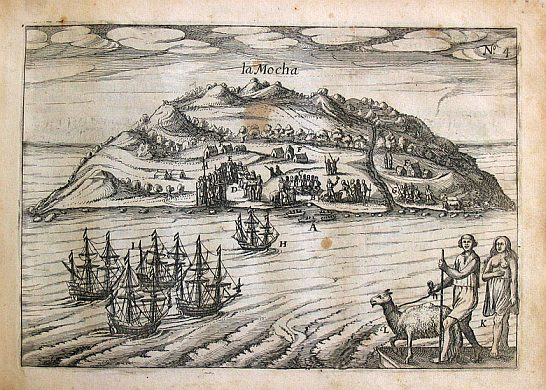
L'île Mocha durant une incursion d'une flotte de pirates hollandais en 1616

Habitée depuis environ 4 000 ans, l'île a été habitée originellement par une population amérindienne mapuche connue sous le nom de Lafkenche. On trouve de très nombreuses épaves de navires anciens sur ses côtes. Elle a été régulièrement visitée par des navigateurs hollandais et anglais tels Francis Drake, Olivier van Noort ou Joris van Spilbergen qui s'en servaient comme base de ravitaillement.
Les eaux aux alentours sont connues pour avoir abrité  au XIXe siècle la baleine Mocha Dick inspiratrice de la baleine dans le roman de 1851 Moby Dick d'Herman Melville.